# Rosa Mulholland
Rosa Mulholland, Lady Gilbert (Belfast, 19 de marzo de 1841-Dublín, 21 de abril de 1921) fue una novelista, poeta y dramaturga irlandesa.

## Biografía

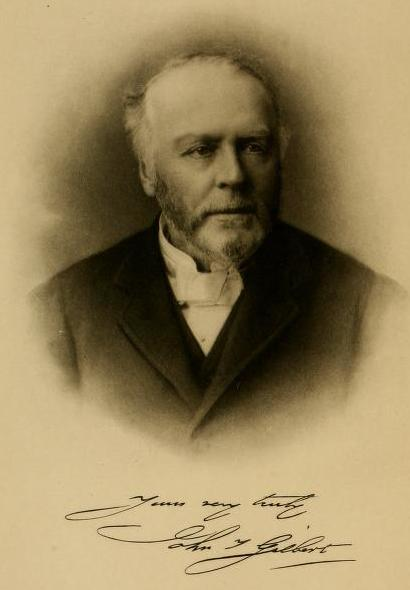
Señor John Thomas Gilbert (1829-1898), archivero irlandés, anticuario e historiador por Rosa Mulholland Gilbert (1841-1921) publicado en 1905 en Londres y Nueva York: Longmans.

Nació en Belfast, hija del médico Joseph Stevenson Mulholland de Newry. Aunque deseaba ser pintora, de adolescente cambió su interés por la literatura e intentó publicar su primer libro a los 15 años. Envió varias ilustraciones cómicas a la revista literaria Punch, pero fueron rechazadas. Recibió ayuda y aliento del escritor Charles Dickens, que valoró mucho su trabajo y la convenció para que siguiera escribiendo. Era una católica devota y miembro destacado de un círculo de alfabetización. Entre sus amigas, con quienes compartía muchos intereses, se encontraban Sarah Atkinson y Charlotte O'Conor Eccles.
Después de pasar algunos años en una remota región montañosa del oeste de Irlanda, Mulholland quedó intrigada por el paisaje y la gente de la zona, inspiraciones que contribuyeron en gran medida al desarrollo de sus obras literarias. Su posición social era relativamente elevada ya que su padre fue un médico de Belfast, su hermano William era un conocido miembro del colegio inglés de abogados, su marido, John Gilbert, un renombrado historiador de Dublín y su hermana mayor estaba casada con Russell de Killowen, Presidente del Tribunal Supremo del Reino Unido.
El 29 de mayo de 1891, se casó con John Thomas Gilbert en la Procatedral de Santa María en Dublín. En la biografía que escribió más tarde sobre él, describe que su matrimonio "trajo alegría a los años culminantes de su vida altruista y laboriosa". Su marido era un historiador y anticuario de Dublín, autor de History of the City of Dublin además de ser editor de varias obras canónicas importantes, incluida la historia de la Irish Confederation of Lished por orden de la reina Victoria. Tras su nombramiento como caballero en 1897, Rosa asumió el título de Lady Gilbert. El matrimonio vivió en Villa Nova, Blackrock, condado de Dublín, aunque ella vivía y trabajaba en Dublín mucho antes de casarse. 
Las contribuciones de Mulholland a la revista All the Year Round, editada por Charles Dickens, incrementaron su éxito, gracias al apoyo del difunto Dickens. Antes de fallecer, Dickens llegó a sugerir que sus dos novelas, Hester's History (1869) y The Wicked Woods of Tobereevil (1872) fueran escritas para su publicación periódica, y editadas por él mismo. También aprobó otros relatos más cortos como The Late Miss Hollingford (1886) y Eldergowan (1874), que también volvió a publicar.
Al principio de su producción Rosa se dedicó a la poesía. Tuvo mucho éxito su poema "Irene" que fue aceptado por la revista The Cornhill Magazine. Los poemas se dieron a conocer bajo el título de Vagrant Verses. En general, su poesía fue muy bien recibida por la crítica y el público. Escribió un poema conocido llamado Dreams and Realities (Londres y Edimburgo: Sands 1916, p. viii). Además de trabajar ocasionalmente como editora de un volumen de cuentos, Mulholland produjo un gran número de novelas y escribió una biografía de su marido en 1905, que había muerto de forma repentina en 1898. Según ella, después de una agradable mañana que la pareja pasó en el jardín de Villa Nova, Gilbert se fue solo para asistir a una reunión del Consejo de la Real Academia de Irlanda, aunque ella se había ofrecido a ayudarle y murió de un ataque cardíaco en el camino.
Mulholland murió en Dublín el 21 de abril de 1921 y está enterrada en el cementerio de Glasnevin. Dejó 173,07 libras a un "caballero Charles Russell", presumiblemente el hijo de su hermana, Lady Russell.

## Trayectoria

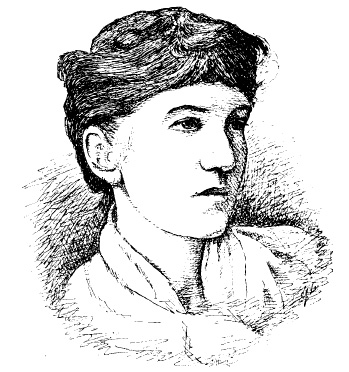
Rosa Mulholland.

Aunque Mulholland escribió muchas novelas que abordan e investigan el tema general de las mujeres que anhelan realizar actividades artísticas en un entorno profesional, sus conclusiones nunca desafían los límites de género aceptados para las mujeres en la época victoriana.
La primera novela que escribió Mulholland fue Dunmara (1864), escrita bajo el seudónimo de "Ruth Murray". Esta historia de una niña irlandesa criada en España que se abre camino en Londres, Inglaterra, como artista, combina el interés de Mulholland por las ocupaciones femeninas con su amor por el arte. También se podría considerar que la situación y las aspiraciones de la heroína reflejan las de Mulholland, al describir una sociedad en la que las carreras están potencialmente disponibles para las mujeres jóvenes. Sin embargo, a pesar de abordar temas delicados como la autonomía femenina y las carreras públicas, Mulholland tuvo cuidado de retroceder hacia el final de la novela y concluyó presentando a sus heroínas como "buenas esposas". Los escritos de Mulholland también estudiaron la relación entre género y economía. Se dio cuenta de cómo las mujeres luchaban por la felicidad en un mundo donde el amor erótico y el matrimonio estaban ligados a cuestiones de seguridad material.
Una de las obras posteriores de Mulholland, Marcella Gray (1886), se publicó por primera vez en The Irish Monthly (1885) y ofreció el ejemplo de un terrateniente católico benéfico como solución a la cuestión irlandesa. En esta novela, una chica católica pobre de Dublín que simpatiza con los plebeyos irlandeses hereda una propiedad al oeste de Irlanda y, aconsejada por su sacerdote, el padre. Daly, lo maneja con amabilidad hacia sus inquilinos, no con avaricia y crueldad.
Rose también escribió un poema de veintidós estrofas, "Irene" (1862), que fue aceptado por The Cornhill Magazine. Sin embargo, no publicó con su nombre, sino que utilizó el seudónimo de "Ruth Murray". Las ilustraciones fueron realizadas por el famoso pintor John Everett Millais. Muchas de sus novelas aparecieron en el Irish Monthly . Escribió muchas novelas que siguen el tema general del anhelo femenino de realizar actividades, pero nunca superan los límites de género aceptados para las mujeres en la época victoriana; Mulholland generalmente concluye sus textos con un final feliz y socialmente apropiado.
En sus últimos años, escribió constantemente ficción con mujeres independientes y de carácter fuerte como heroínas, y su trabajo posterior estuvo dirigido principalmente a lectores jóvenes. La Biblioteca Pública Central de Belfast alberga Banshee Castle (1895), Dreams and Realities (1916), Spirit and Dust (1908), Vagrant Verses (1886), The Walking Trees and other tales (1897), Wild Birds of Killeevy (sin fecha).

## Obras (selección)

### Como autora
- 1864 – Dunmara. Como “Ruth Murray”. Smith Elder
- 1869 – Hester's History. Chapman & Hall. London.
- 1872 – The Wicked Woods of Toobereevil. Burnes & Oates. London.
- 1874 – Eldergowan, or Twelve Months of My Life, and Other Tales. London.
- 1876 – Five Little Farmers. London.
- 1883 – Four Little Mischiefs. Blackie. London.
- 1883 – The Wild Birds of Killeevy. Burnes & Oates. London.
- 1883 – Hetty Gray, or Nobody's Bairn. Blackie. London.
- 1885 – The Walking Trees and Other Tales. Gill. Dublin.
- 1886 – The Late Miss Hollingford. Blackie. London.
- 1886 – Marcella Grace, an Irish Novel. Kegan Paul. London.
- 1888 – A Fair Emigrant. Kegan Paul. London.
- 1889 – Giannetta: A Girl's Story of Herself. Blackie. London.
- 1891 – The Haunted Organist of Hurly Burly and Other Stories (The Idle Hours Series)
- 1893 – The Mystery of Hall-in-the-Wood. Sunday School Union. London.
- 1894 – Marigold and Other Stories. Eason. Dublin.
- 1895 – Banshee Castle. Blackie. London.
- 1899 – Nanno, a Daughter of the State. Grant Richards. London.
- 1900 – Onora. Grant Richards. London.
- 1900 – Terry, or She Ought to Have Been a Boy. Blackie. London.
- 1900 – Cynthia's Bonnet Shop. Blackie. London.
- 1903 – The Squire's Grand-Daughter[s]. Burns & Oates. London.
- 1905 – A Girl's Ideal : A Story of a Fortune. Blackie. London.
- 1902 – The Tragedy of Chris: The Story of a Dublin Flower-Girl. Sands. London & Edinburgh.
- 1905 – Life of Sir John Gilbert. Longman. London.
- 1907 – Our Boycotting, a Miniature Comedy. Gill. Dublin.
- 1907 – The Story of Ellen. Burns & Oates. London.
- 1907 – Our Sister Maisie. Blackie. London.
- 1908 – Cousin Sara - A Story of Arts and Crafts. Blackie. London.
- 1908 – The Return of Mary O’Murrough. Sands. London & Edinburgh.
- 1908 – Spirit and Dust. Elkin Mathews. London.
- 1909 – Cousin Sara, a Story of Arts and Crafts. Blackie. London.
- 1910 – Father Tim. Sands. London & Edinburgh.
- 1911 – The O’Shaughnessy Girls. Blackie. London.
- 1912 – Fair Noreen, the Story of a Girl of Character. Blackie. London.
- 1913 – Twin Sisters, an Irish Tale. Blackie. London.
- 1913 – The Cranberry Claimants. Sands. London.
- 1914 – Old School Friends: A Tale of Modern Life. Blackie. London.
- 1915 – The Daughter in Possession: The Story of a Great Temptation. Blackie. London.
- 1916 – Narcissa's Ring. Blackie. London.
- 1916 – O’Loughlin of Clare. Sands. London & Edinburgh.
- 1916 – Price and Saviour. Gill. Dublin.

### Como editora
- 1886 – The Life and Adventures of Robinson Crusoe.
- 1894 – Fifty-Two Stories of Girl-Life at Home and Abroad.